# Hwang Ye-sul
Hwang Ye-sul (kor. 황예슬  ;ur. 2 listopada 1987) – południowokoreańska judoczka. Olimpijka z Londynu 2012, gdzie zajęła piąte miejsce w wadze średniej.
Mistrzyni igrzysk azjatyckich w 2010. Zdobyła cztery medale na mistrzostwach Azji w latach 2009 – 2013. Wygrała uniwersjadę w 2013 roku.

## Letnie Igrzyska Olimpijskie 2012
| Konkurencja | Rundy eliminacyjne     | Rundy eliminacyjne    | Rundy eliminacyjne | Runda finałowa        | Runda finałowa      | Klas. końcowa |
| Konkurencja | Przeciwnik I           | Przeciwnik II         | Przeciwnik III     | 1/2                   | o 3. miejsce        | Miejsce       |
| ----------- | ---------------------- | --------------------- | ------------------ | --------------------- | ------------------- | ------------- |
| 70 kg       | Erica Barbieri (ITA) Z | Juliane Robra (SUI) Z | Raša Sraka (SLO) Z | Lucie Décosse (FRA) P | Edith Bosch (NED) P | 5.            |